# Финта Веке (Дамбовица)
Финта Веке (рум. Finta Veche) насеље је у Румунији у округу Дамбовица у општини Финта. Oпштина се налази на надморској висини од 146 m.

## Становништво
Према подацима из 2002. године у насељу је живело 235 становника, од којих су сви румунске националности.